# Tuffi ai campionati europei di nuoto 2010 - Piattaforma 10 metri sincro femminile
Il concorso dei tuffi dalla piattaforma 10 metri dei campionati europei di nuoto di Budapest 2010 si è disputato il 13 agosto 2010. La competizione si è svolta in due fasi: turno eliminatorio e finale.

## Medaglie
| Posizione | Paese         | Atleti                           |
| --------- | ------------- | -------------------------------- |
| Oro       | Germania      | Christin Steuer Nora Subschinski |
| Argento   | Ucraina       | Julija Prokopčuk Alina Čaplenko  |
| Bronzo    | Gran Bretagna | Monique Gladding Megan Sylvester |

## Eliminatorie
| Pos. | Nazione       | Atlete                              | Punti  |
| ---- | ------------- | ----------------------------------- | ------ |
| 1    | Germania      | Christin Steuer Nora Subschinski    | 309,42 |
| 2    | Ucraina       | Julija Prokopčuk Alina Čaplenko     | 305,16 |
| 3    | Italia        | Brenda Spaziani Valentina Marocchi  | 289,08 |
| 4    | Russia        | Julija Koltunova Natal'ja Gončarova | 287,22 |
| 5    | Francia       | Audrey Labeau Claire Febvay         | 284,22 |
| 6    | Ungheria      | Zsófia Reisinger Villö Kormos       | 277,17 |
| 7    | Gran Bretagna | Monique Gladding Megan Sylvester    | 276,72 |
| 8    | Romania       | Corina Popovic Mara Elena Aiacoboae | 276,12 |

## Finale
| Pos. | Nazione       | Atleti                              | Punti  |
| ---- | ------------- | ----------------------------------- | ------ |
|      | Germania      | Christin Steuer Nora Subschinski    | 319,68 |
|      | Ucraina       | Julija Prokopčuk Alina Čaplenko     | 306,30 |
|      | Gran Bretagna | Monique Gladding Megan Sylvester    | 300,66 |
| 4    | Francia       | Audrey Labeau Claire Febvay         | 289,26 |
| 5    | Russia        | Julija Koltunova Natal'ja Gončarova | 283,14 |
| 6    | Ungheria      | Zsófia Reisinger Villö Kormos       | 277,74 |
| 7    | Italia        | Brenda Spaziani Valentina Marocchi  | 276,51 |
| 8    | Romania       | Corina Popovic Mara Elena Aiacoboae | 275,22 |